# Poecilotheria fasciata
Poecilotheria fasciata là một loài nhện thuộc chi Poecilotheria, trong họ Theraphosidae. Chúng được miêu tả năm 1804 bởi Latreille.